# Одинський Василь Миколайович
Одинський Василь Миколайович нар. 11 січня 1892 — †13 січня 1972 — юрист, громадський діяч, поручник УГА, четар Буковинського Куреня ДА УНР.

## Життєпис
Народився в селі Завалля (нині Снятинського р-ну Івано-Франківської області) в сім'ї сільського господаря Василя Одинського і Параскеви. З 1903 року навчався в 2-ій державній німецько-українській гімназії в Чернівцях. З 1 жовтня 1912 року — студент юридичного факультету університету в Чернівцях. Член-засновник українського академічного козацтва «Запороже» з 1912 року, член правління (субсеньйор) з березня 1913 року та «Чесний батько» козацтва з 1930-х років.
Мобілізований до війська з початком ПСВ (Першої Світової Війни). Воював на італійському фронті в Альпах в районі міста Трієст (нині Італія). Після закінчення офіцерської школи іменований кадетом резерву, з 1 січня 1916 року — лейтенантом резерву 6-го батальйону фортечної артилерії. Нагороджений, ще як кадет у резерві, срібною медаллю хоробрості 2-го класу (вересень 1915 року), як лейтенант резерву нагороджений бронзовою медаллю за військові заслуги з мечами на стяжці хреста за військові заслуги та військовим хрестом Карла (березень 1917 року).
У жовтні 1918 року перебував у відпустці в селі Завалля. Після розвалу Австро-угорської монархії став на службу в українську армію в місті Снятин (нині Івано-Франківська область) 1 листопада 1918 року як четар, згодом поручник УГА. Отримав призначення повітової Української Національної Ради в Снятині на «станційного команданта» залізничної станції Снятин-Залуччя, яку на чолі невеликого загону українських вояків перебрав разом із важливими військовими складами від угорської частини 1 січня 1918 року. Разом із сотнею УСС під командою поручника Індишевського, яка прибула на станцію 3 листопада 1918 року, роззброював військові частини, які поверталися зі Східного фронту.
У другій половині листопада 1918 року призначений військовим командантом повіту Снятин (після поручника Г. Мартинця) та одночасно командантом міста Снятин. Першим організував на Снятинщині українські органи правопорядку (поліцію та жандармерію). Ще перед отриманням урядового розпорядження провів набір до УГА в Снятинському повіті. Забезпечував відправлення до Буковинського полку в місті Коломия (нині Івано-Франківська область; командир отаман М. Топущак) добровольців, які добиралися до Снятина через кордон з Румунією.
Після нападу румунської армії на Покуття 24 травня 1919 року зголосився на фронт і передав повітову команду сотникові УСС Я. Небиловцю. Через Коломию добрався до Чорткова, де мав зголоситися у команданта артилерії отамана Я. Воєвідки, однак вже його там не застав. 17 липня 1919 року перейшов з УГА р. Збруч, вступив до Буковинського куреня, у складі якого брав участь у боях на Наддніпрянщині до жовтня 1919 року.
Не бажаючи потрапити в польський полон, перейшов через річку Дністер на Буковину. Згодом повернувся до команди ЧУГА в місті Балта (нині Одеська область). Навесні 1920 року виїхати з місією зв'язку до уряду Є. Петрушевича у місті Відень.
Затриманий румунською поліцією в Чернівцях 12 квітня 1920 року, змушений був після звільнення виїхати до міста Бухарест. З українським паспортом, виданим 22 квітня 1920 року надзвичайною дипломатичною місією УНР у Бухаресті, відбув на Закарпаття.
В місті Ужгород працював у Підкарпатському банку. Часто виступав в епізодичних ролях у виставах українського театру в Ужгороді. 1923 року одружився з Альмою-Єлизаветою Дуткою, сестрою провідного актора і режисера українського театру в Чернівцях І. Дутки. Завершив докторатом вищі юридичні студії в Празькому університеті, пройшов адвокатську практику у адвоката доктора Романа Стахури, отримав чехословацьке громадянство. Розпочав власну адвокатську практику в Ужгороді.
На початку 1938 року захищав у судовому процесі (разом з ужгородським адвокатом доктором М. Бращайком та мукачівським адвокатом д-ром В. Комаринським) українців з Великого Березова, які протестували проти виключно російського репертуару «Карпаторусского Театру», домігшись їх виправдання судом.
Незадовго перед окупацією Карпатської України Угорщиною в березні 1939 року переїхав до міста Братислава (нині Словаччина), де працював у Татра-банку.
1945 року переїхав до міста Мюнхен (нині ФРН), де викладав в Українській Високій Економічній Школі. 1950 року емігрував до США, проживав у місті Нью-Йорк, працював у Кредитній спілці «Самопоміч». До останніх років життя був активним членом товариства «Запороже», налагоджував стосунки між його членами на різних континентах, розробив проекти Статуту та Правильника товариства, які прийнято на засіданні Головної Козацької Ради в Нью-Йорку, а згодом і осередками в Мюнхені та в Відні. Як найстарший живий запорожець, заприсяжив молодих козаків і козачок в Нью-Йорку 23 лютого 1963 року.
Помер у місті Нью-Йорк, похований 21 січня 1972 року на Українському Православному цвинтарі в місті Саут-Баунд-Брук (штат Нью-Джерсі, США).

## Творчість
- Одинський В. Спомин про УАК «Запороже» в Чернівцях. / Українське Академічне відзначуваних в Ню Йорку, Відні та Мюнхені. Нью Йорк, 1970. — С. 18.25.

## Галерея
|  |

## Джерело
- Володимир Старик. Одинський Василь Миколайович // Західно-Українська Народна Республіка 1918—1923. Енциклопедія: До 100-річчя утворення Західно-Української Народної Республіки. Т. 2 — Івано-Франківськ: Манускрипт-Львів, 2019. 832с. — С. 741—742.